# Arquidiócesis de Dodoma
La arquidiócesis de Dodoma (en latín: Archidioecesis Dodomaën(sis), en inglés: Roman Catholic Archdiocese of Dodoma y en suajili: Jimbo Kuu la Dodoma) es una circunscripción eclesiástica latina de la Iglesia católica en Tanzania, sede metropolitana de la provincia eclesiástica de Dodoma. La arquidiócesis tiene al arzobispo Beatus Kinyaiya, O.F.M.Cap. como su ordinario desde el 6 de noviembre de 2014.

## Territorio y organización
La arquidiócesis tiene 38 743 km² y extiende su jurisdicción sobre los fieles católicos de rito latino residentes en la región de Dodoma, excepto el distrito de Kondoa.
La sede de la arquidiócesis se encuentra en la ciudad de Dodoma, en donde se halla la Catedral de San Pablo de la Cruz.
La arquidiócesis tiene como sufragáneas a las diócesis de: Kondoa y Singida.
En 2019 en la arquidiócesis existían 42 parroquias, listadas con su respectivo año de erección canónica (entre paréntesis).
- Catedral San Pablo de la Cruz, Dodoma.
- Bahi [1912], Dodoma
- Bihawana [1910], Dodoma
- Chalinze [1983], Dodoma.
- Chikopelo [1979], Dodoma.
- Farkwa [1929], Dodoma.
- Goima [1968], Kondoa.
- Handali [1999], Mvumi.
- Haubi [1936], Kondoa
- Hombolo [1975], Dodoma.
- Kinusi (Ipera) [1970], Mpwapwa.
- Itisso [1965], Dodoma.
- Itololo [1948], Kondoa
- Kibaigwa [1999], Kongwa.
- Kibakwe [1937], Mpwapwa.
- Kinyasi [1987], Kondoa.
- Kigwe [1959], Dodoma.
- Kiwanja Cha Ndege [1977], Dodoma
- Kondoa [1907], Kondoa.
- Kongwa [1967], Kongwa.
- Kurio [1908], Kwamtoro/Usandawe.
- Lumuma [1955], Mpwapwa.
- Mbuga [1955], Mpwapwa.
- Mlali [1973], Mlali-Kongwa.
- Mlowa Bwawani [1975], Dodoma.
- Mpwapwa [1949], Mpwapwa.
- Mpwayungu [1999], Dodoma.
- Nzali [1980], Dodoma.
- Ovada [1939], Kwamtoro - Usandawe.
- Rudi [1974], Mpwapwa.
- Veyula (1968), Dodoma.

## Historia
La prefectura apostólica de Dodoma fue erigida el 28 de enero de 1935 con la bula Romani Pontificis del papa Pío XI, obteniendo el territorio de los vicariatos apostólicos de Bagamoyo (hoy diócesis de Morogoro) y Kilimanjaro (hoy diócesis de Moshi) y de la prefectura apostólica de Iringa (hoy diócesis de Iringa).
El 14 de abril de 1943 cedió una parte de su territorio para la erección de la prefectura apostólica de Mbulu (hoy diócesis de Mbulu) mediante la bula Ad evangelizationis del papa Pío XII.
El 10 de mayo de 1951 la prefectura apostólica fue elevada a vicariato apostólico con la bula In Tanganyikensi del papa Pío XII.
El 25 de marzo de 1953 el vicariato apostólico fue elevado a diócesis con la bula Quemadmodum ad Nos por el papa Pío XII.
El 29 de octubre de 1962, con la carta apostólica Pios Dominicae Passionis, el papa Juan XXIII proclamó a santa Gema Galgani como patrona principal de la diócesis.
El 25 de marzo de 1972 cedió una porción de territorio para la erección de la diócesis de Singida mediante la bula In primaeva Ecclesiae del papa Pablo VI.
El 12 de marzo de 2011 cedió otra porción de territorio para la erección de la diócesis de Kondoa mediante la bula Cum ad provehendam del papa Benedicto XVI.
El 6 de noviembre de 2014 fue elevada al rango de arquidiócesis metropolitana con la bula Inter eximias del papa Francisco.

## Estadísticas
De acuerdo al Anuario Pontificio 2020 la arquidiócesis tenía a fines de 2019 un total de 401 175 fieles bautizados.
| Año                                                                             | Población            | Población | Población      | Sacerdotes | Sacerdotes    | Sacerdotes    | Bautizados por sacerdote | Diáconos permanentes | Religiosos | Religiosos | Parroquias |
| Año                                                                             | Bautizados católicos | Total     | % de católicos | Total      | Clero secular | Clero regular | Bautizados por sacerdote | Diáconos permanentes | Varones    | Mujeres    | Parroquias |
| ------------------------------------------------------------------------------- | -------------------- | --------- | -------------- | ---------- | ------------- | ------------- | ------------------------ | -------------------- | ---------- | ---------- | ---------- |
| 1950                                                                            | 29 710               | 600 000   | 5.0            | 29         | 2             | 27            | 1024                     |                      |            | 30         |            |
| 1969                                                                            | 110 000              | 600 000   | 18.3           | 57         | 10            | 47            | 1929                     |                      | 58         | 175        | 18         |
| 1980                                                                            | 142 625              | 973 335   | 14.7           | 65         | 16            | 49            | 2194                     | 1                    | 59         | 249        | 27         |
| 1990                                                                            | 194 350              | 1 541 767 | 12.6           | 76         | 27            | 49            | 2557                     |                      | 63         | 333        | 34         |
| 1999                                                                            | 257 847              | 1 850 000 | 13.9           | 86         | 46            | 40            | 2998                     |                      | 83         | 405        | 39         |
| 2000                                                                            | 269 279              | 1 850 000 | 14.6           | 88         | 51            | 37            | 3059                     |                      | 114        | 425        | 42         |
| 2001                                                                            | 285 350              | 1 850 000 | 15.4           | 99         | 54            | 45            | 2882                     |                      | 111        | 447        | 45         |
| 2002                                                                            | 302 245              | 1 850 000 | 16.3           | 98         | 61            | 37            | 3084                     |                      | 130        | 448        | 48         |
| 2003                                                                            | 318 507              | 1 698 996 | 18.7           | 104        | 62            | 42            | 3062                     |                      | 130        | 413        | 48         |
| 2004                                                                            | 326 127              | 1 698 996 | 19.2           | 100        | 59            | 41            | 3261                     |                      | 109        | 422        | 49         |
| 2006                                                                            | 381 479              | 1 831 000 | 20.8           | 89         | 59            | 30            | 4286                     |                      | 103        | 456        | 36         |
| 2011                                                                            | 294 267              | 1 657 345 | 17.8           | 87         | 55            | 32            | 3382                     |                      | 36         | 414        | 30         |
| 2013                                                                            | 301 593              | 1 578 173 | 19.1           | 80         | 41            | 39            | 3769                     |                      | 92         | 305        | 32         |
| 2015                                                                            | 320 000              | 1 671 000 | 19.2           | 83         | 45            | 38            | 3855                     |                      | 91         | 328        | 32         |
| 2016                                                                            | 389 490              | 1 728 475 | 22.5           | 77         | 44            | 33            | 5058                     |                      | 77         | 464        | 34         |
| 2019                                                                            | 401 175              | 1 780 329 | 22.5           | 89         | 45            | 44            | 4507                     |                      | 86         | 424        | 42         |
| Fuente: Catholic-Hierarchy, que a su vez toma los datos del Anuario Pontificio. |                      |           |                |            |               |               |                          |                      |            |            |            |

La diócesis de Dodoma cuenta con: 44 sacerdotes religiosos [17 pasionistas, 11 franciscanos capuchinos, 4 jesuitas, 7 salesianos, 3 bufalinos y 2 sacerdotes de la Misión de Francia (Misioneros Fidei Donum)]. 430 religiosas [316 hermanas de Santa Gemma Galgani, 36 hermanas de la Misericordia, 16 hermanas de María Inmaculada (SMI), 22 hermanas de la Inmaculda Concepción de Ivrea, 8 hermanas de la Misericordia (Merciful Sisters), 6 hermanas terciarias franciscanas, 7 hermanas misioneras de la Caridad, 3 hermanas de la Adoración del Santísimo Sacramento, 6 hermanas Wahudumu wa Habari Njema, 4 Adoratrices de la Preciosísima Sangre y 6 hermanas Ursulinas]. 8 laicos misioneros y 600 catequistas.

## Episcopologio
- Giuseppe Disma Giannotti, CP † (10 de mayo de 1935[11]-1936 renunció)
- Stanislao dell'Addolorata Ambrosini, CP † (16 de junio de 1937-2 de febrero de 1941 falleció)
  - Sede vacante (1941-1951)[12]
- Antonio Geremia Pesce, CP † (10 de mayo de 1951-20 de diciembre de 1971 falleció)
- Matthias Joseph Isuja † (26 de junio de 1972-15 de enero de 2005 retirado)
- Jude Thaddaeus Ruwa'ichi, O.F.M.Cap. (15 de enero de 2005-10 de noviembre de 2010 nombrado arzobispo de Mwanza)
- Gervas John Mwasikwabhila Nyaisonga (9 de enero de 2011-17 de febrero de 2014 nombrado obispo de Mpanda)
- Beatus Kinyaiya, O.F.M.Cap., desde el 6 de noviembre de 2014